# 19. nordlige breddekreds
Den 19. nordlige breddekreds (eller 19 grader nordlig bredde) er en breddekreds, der ligger 19 grader nord for ækvator. Den løber gennem Afrika, Asien, det Indiske Ocean, Stillehavet, Nordamerika, Caribien og Atlanterhavet.